# فومنتو د کونستروکسیونس ای کونتراتس
اف‌سی‌سی (به اسپانیایی: FCC) که مختصر شده نام (به اسپانیایی: Fomento de Construcciones y Contratas) بوده، شرکت ساخت‌وساز اسپانیایی است، که دفتر مرکزی آن در شهر بارسلون قرار دارد.
عمده فعالیت‌های شرکت اف‌سی‌سی در زمینه ساخت‌وساز املاک مسکونی و تجاری، مشاوره املاک، احداث زیرساخت‌های شهری، تولید مصالح ساختمانی، تولید سیمان و نیز خدمات مرتبط با محیط زیست متمرکز می‌باشد.
مشهورترین ساختمان‌ها و سازه‌های ارائه‌شده توسط شرکت اف‌سی‌سی، عبارتند از: برج‌های دوقلوی پوئرتا د اورپا؛ تکمیل شده در سال ۱۹۹۶، برج توره پیکاسو تکمیل در سال ۱۹۸۸، موزه دلا پرینسیپ فیلیپه ساخته شده در سال ۲۰۰۰ و برج توره کاجا مادرید تکمیل شده در سال ۲۰۰۸.